# كاترينا داريل
كاترينا داريل (بالإنجليزية: Katrina Darrell)‏ هي مغنية أمريكية، ولدت في 29 سبتمبر 1987.

## روابط خارجية
- كاترينا داريل على موقع IMDb (الإنجليزية)